# Onofrio Panvinio
Onofrio Panvinio (Verona, 1530 - Palerm, 1568) va ser un historiador i teòleg de l'Orde de Sant Agustí. Es va ocupar de la revisió de la biblioteca del Vaticà i és autor d'una història de la República Romana (De republica Romana, 1558) i de nombroses obres sobre història dels primers cristians.

## Obres
- De fasti et triumphi Romanorum a Romulo usque ad Carolum V;; (Venice, 1557)
- A revised edition of Carolus Sigonius's Fasti consulares (Venice, 1558)
- De comitiis imperatoriis (Basel, 1558)
- De republica Romana (Venice, 1558)
- Epitome Romanorum pontificum (Venice, 1557)
- XXVII Pontif. Max. elogia et imagines" (Rome, 1568)
- De sibyllis et carminibus sibyllinis (Venice, 1567)
- Chronicon ecclesiasticum a C. Julii Caesaris tempore usque ad imp. Maximilianum II (Cologne, 1568)
- De episcopatibus, titulis, et diaconiis cardinalium (Venice, 1567)
- De ritu sepeliendi mortuos apud veteres Christianos (Cologne, 1568)
- De praecipuis urbis Romae santioribusque basilicis (Rome, 1570; Cologne, 1584)
- De primatu Petri et apostolicae selis potestate (Verona 1589)
- Libri X de varia Romanorum pontificum creatione (Venice, 1591)
- De bibliotheca pontificia vaticana (Tarragona, 1587)
- Augustiniani ordinis chronicon (Rome, 1550)
- De ludis circensibus (Venice, 1600)
- Epitome antiquitatum romanarum (Rome, 1558)
- De antique Romanorum religione